# Kommunistisk Arbejderparti
Kommunistisk Arbejderparti (KAP) var et dansk maoistisk orienteret venstrefløjsparti stiftet den 21. november 1976. Partiet havde sit udspring i den "partiforberedende organisation" Kommunistisk Forbund Marxister-Leninister (KFML) fra 15. september 1968. Det deltog ved folketingsvalget i 1979 og folketingsvalget i 1981 med partibogstavet R på stemmesedlen, men opnåede ikke repræsentation. Partiet blev nedlagt den 24. november 1994.
Partiet blev dannet af blandt andre historikeren Benito Scocozza, der var dets formand fra 1976 til 1984. Andre prominente partimedlemmer var Bent Hindrup Andersen (senere MF for Enhedslisten og MEP for JuniBevægelsen), Jørgen Ramskov (senere tv-direktør i DR og adm. dir. for Radio24syv), Torben Weinreich (senere professor i børnelitteratur), Ulrik Dahlin (journalist), Claus Castberg (nationaløkonom), Bente Sorgenfrey (senere formand for BUPL og FTF), Peter Kvist Jørgensen (senere forbundssekretær i fagforeningen FOA, søn af tidligere statsminister Anker Jørgensen) og forfatteren Peter Øvig Knudsen. Knudsen lavede i 2003 en interviewserie med tidligere partimedlemmer i Weekendavisen.